# Сніданок з видом на Ельбрус
«Сніданок з видом на Ельбрус» (рос. «Завтрак с видом на Эльбрус») — російський художній фільм 1993 року режисера Миколи Малецького.

## Сюжет
Журналіст Павло Денисов важко переживає розрив з коханою жінкою, Ларисою. Щоб відволіктися, він їде в гори, де зустрічає іншу жінку, Олену. Олена закохується в Павла, її почуття чисті і високі. Розумом Павло розуміє це, але серце його належить іншій...

## У ролях
- Ігор Костолевський
- Віра Сотникова
- Віра Каншина
- Ігор Шавлак
- Альберт Філозов
- Михайло Філіппов
- Веніамін Смєхов
- Володимир Епископосян
- Наталія Ричагова
- Тетяна Рудіна
- Юрій Саранцев

## Творча група
- Сценарій: Юрій Морозов, Євген Богатирьов, Микола Малецький
- Режисер: Микола Малецький
- Оператор: Анатолій Гришко
- Композитор: Геннадій Гладков